# Busstation Sneek
Het Busstation Sneek is het centrale busstation van Sneek en ligt direct naast treinstation Sneek.
Het huidige busstation, type perronbusstation, is in 1984 geopend op een locatie waar al van ouds af aan (minstens voor 1938) bussen worden gestald.
Het station heeft acht haltes waar diverse streek- en belbussen halt houden. Het station beschikt over een remise (enkele honderden meters verderop), een overdekte wachtruimte, een bloemenstal, openbaar toilet, busparkeerterrein en een dynamisch informatiepaneel.
Op 8 juli 2022 werd het busstation wegens renovatiewerkzaamheden voor een jaar tijdelijk gesloten. Op het terrein naast de voormalige Arriva garage was een tijdelijk busstation zonder halteperrons ingericht op enkele honderden meters van het station. 

## Lijnen

### Concessie Fryslân
Deze concessie wordt uitgevoerd door Qbuzz.
| Lijn      | Route                             |
| Streekbus | Streekbus                         |
| --------- | --------------------------------- |
| 35        | Sneek - Winsum - Franeker         |
| 38        | Sneek - Lytsewierrum - Hidaard    |
| 39        | Sneek - Blauwhuis - Ferwoude      |
| 42        | Sneek - Woudsend - Lemmer         |
| 44        | Sneek - Balk - Bolsward           |
| 45        | Sneek - Woudsend - Hemelum        |
| 46        | Sneek - Hommerts - Oudega         |
| 93        | Sneek - Mantgum - Leeuwarden      |
| 94        | Sneek - Sibrandabuorren - Reduzum |
| 99        | Heerenveen - Sneek - Harlingen    |
| Qliner    |                                   |
| 390       | Heerenveen - Sneek - Makkum       |
| Opstapper |                                   |
| 818       | Raerd - Sneek                     |
| 823       | Sneek/Mantgum - Dearsum           |
| 824       | Sneek/Mantgum - Boazum            |
| 835       | Sneek- Poppenwier                 |
| 836       | Sneek - Terzool                   |
| 837       | Sneek - Sibrandabuorren           |
| 881       | Sneek - Tirns                     |
| 882       | Sneek - Ysbrechtum                |
| 883       | Sneek/Wommels - Hidaard           |
| 884       | Sneek/Wommels - Hinnaard          |
| 885       | Sneek/Wommels - Itens             |
| 886       | Sneek/Wommels - Lytsewierrum      |
| 887       | Sneek/Wommels - Reahûs            |
| 888       | Sneek/Wommels - Rien              |
| 889       | Sneek - Folsgare                  |
| 890       | Sneek - Loënga                    |
| 891       | Sneek - Tjalhuizum                |
| 892       | Sneek/Wommels - Easterein         |
| 893       | Sneek - Offingawier               |
| 894       | Sneek - Gauw                      |
| 895       | Sneek - Goënga                    |
| 896       | Sneek - Scharnegoutum             |

Vanaf dit station vertrekt tijdens de Sneekweek ook de Sneekermeerbus (lijn 838).